# Osmia lupinicola
Osmia lupinicola är en biart som beskrevs av Cockerell 1937. Osmia lupinicola ingår i släktet murarbin, och familjen buksamlarbin. Inga underarter finns listade i Catalogue of Life.